# Oakland (Nebraska)
Oakland – miasto w Stanach Zjednoczonych, w stanie Nebraska, w hrabstwie Burt.
W Oakland urodził się Jon Kyl, amerykański polityk, senator.